# Louise-Adélaïde de Bourbon-Condé
Ne doit pas être confondu avec Louise-Adélaïde de Bourbon-Conti (1696-1750).
Louise-Adélaïde de Bourbon-Condé, dite Mademoiselle de Condé, est née au château de Chantilly le 5 octobre 1757 et est morte à Paris le 10 mars 1824. Fille de Louis V Joseph de Bourbon-Condé et de Charlotte de Rohan, elle est princesse du sang. Dernière abbesse de Remiremont, elle fonde une communauté qui deviendra célèbre sous le nom de Bénédictines de la rue Monsieur lors de la Restauration. 

## Biographie
Louise-Adélaïde de Bourbon, dite « Mademoiselle de Condé », est la troisième et dernière enfant de Louis V Joseph de Bourbon-Condé et de son épouse, née Charlotte de Rohan-Soubise (1737-1760), fille de Charles de Rohan. Descendante du Grand Condé à la cinquième génération, la princesse Louise-Adélaïde était la tante du dernier duc d'Enghien, dont elle était très proche.
Ayant perdu sa mère à l'âge de deux ans, elle est élevée par sa grand-tante, Henriette Louise de Bourbon-Condé (1703-1772) dite « Mademoiselle de Vermandois » (fille de Louis III de Bourbon-Condé), abbesse des Bénédictines de Beaumont-lès-Tours, puis acheva son éducation à l'abbaye royale des Bernardines de Panthémont.
On chercha en vain à lui faire épouser le comte d'Artois, frère du roi Louis XVI, puis elle succéda à Christine de Saxe comme abbesse du chapitre noble de Remiremont.
Elle noua une amitié restée platonique avec l'écrivain et polémiste Nicolas III Magon de la Gervaisais, rencontré dans la ville d'eau de Bourbon-l'Archambault. Elle entretint avec lui, pendant un temps, une correspondance suivie, publiée en 1834 par Pierre-Simon Ballanche, mais qu'elle dut interrompre sur ordre de son père en raison des bruits qui couraient sur leur liaison supposée.
Entre 1781 et 1782, son père lui fait construire l'hôtel de Bourbon-Condé, à Paris.
Élue en abbesse de Remiremont (Vosges) en 1786, elle émigre en 1790 avec sa famille.

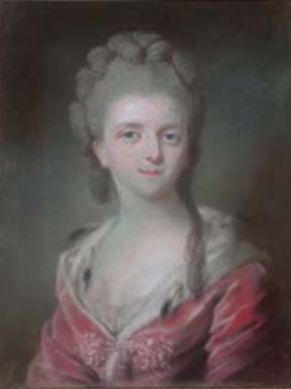
Portrait présumé de Mademoiselle de Condé par Simon-Bernard Lenoir

En juillet 1789, elle suit son père, son frère et son neveu en émigration. De Bruxelles, les Condé se rendent, après un long voyage à travers le Saint Empire romain germanique, à Turin, où les accueille leur cousine Clotilde de France, princesse de Piémont, sœur de Louis XVI, dont Mademoiselle de Condé était proche.
Le repos est de courte durée. L'année suivante, le prince de Condé reprend son voyage à travers l'Europe et se constitue une armée afin de combattre la France révolutionnaire. Face aux troupes de Napoléon, elle trouve refuge en Angleterre. Auprès de son père, Louise-Adélaïde tient lieu de secrétaire.
Cependant la princesse songeait toujours à se consacrer à Dieu. Après plusieurs essais infructueux de vie religieuse et un cheminement qui la conduit d'exils en exils, la princesse demande au pape une dispense afin de pouvoir devenir religieuse sans entrer dans un couvent.
À la Restauration, elle fonde une communauté de religieuses bénédictines, connue sous le nom d'abbaye Saint-Louis du Temple, puis de Bénédictines de la rue Monsieur, qu'elle installe à Paris, dans l'ancien hôtel du prieuré hospitalier du Temple. À son décès, elle est inhumée dans la chapelle de ce couvent.
Après sa mort en 1824, Nicolas III Magon de la Gervaisais publia son panégyrique dans un journal royaliste.
La correspondance des princes de Condé avec le duc de Bourbon est conservée aux Archives nationales sous la cote 34AP.

### Titulature
- 5 octobre 1757 — 10 mars 1824 : Son Altesse Sérénissime Louise-Adélaïde de Bourbon, mademoiselle de Condé, princesse du sang de France